# Polypedates
Polypedates és un gènere de granotes de la família Rhacophoridae.

## Taxonomia
- Polypedates chenfui (Liu, 1945).
- Polypedates chlorophthalmus (Das, 2005).
- Polypedates colletti (Boulenger, 1890).
- Polypedates cruciger (Blyth, 1852).
- Polypedates dorsoviridis (Bourret, 1937).
- Polypedates dugritei (David, 1872).
- Polypedates eques (Günther, 1858).
- Polypedates fastigo (Manamendra-Arachchi & Pethiyagoda, 2001).
- Polypedates gongshanensis (Yang & Su, 1984).
- Polypedates hecticus (Peters, 1863).
- Polypedates hungfuensis (Liu & Hu, 1961).
- Polypedates insularis (Das, 1995).
- Polypedates leucomystax (Gravenhorst, 1829).
- Polypedates longinasus (Ahl, 1927).
- Polypedates macrotis (Boulenger, 1891).
- Polypedates maculatus (Gray, 1833).
- Polypedates megacephalus (Hallowell, 1861).
- Polypedates mutus (Smith, 1940).
- Polypedates naso (Annandale, 1912).
- Polypedates nigropunctatus (Liu, Hu & Yang, 1962).
- Polypedates occidentalis (Das & Dutta, 2006).
- Polypedates omeimontis (Stejneger, 1924).
- Polypedates otilophus (Boulenger, 1893).
- Polypedates pingbianensis (Kou, Hu, & Gao, 2001).
- Polypedates pseudocruciger (Das & Ravichandran, 1998).
- Polypedates puerensis (He, 1999).
- Polypedates taeniatus (Boulenger, 1906).
- Polypedates yaoshanensis (Liu & Hu, 1962).
- Polypedates zed (Dubois, 1987).
- Polypedates zhaojuensis (Wu & Zheng, 1994).